# Colobus guereza
 (mars 2011).
Si vous disposez d'ouvrages ou d'articles de référence ou si vous connaissez des sites web de qualité traitant du thème abordé ici, merci de compléter l'article en donnant les références utiles à sa vérifiabilité et en les liant à la section « Notes et références ».
Espèce
Statut de conservation UICN

 LC  : Préoccupation mineure
Statut CITES
Colobus guereza, le colobe guéréza ou guéréza du Kilimandjaro (entre autres), est une espèce qui fait partie des mammifères Primates. C’est un singe de la famille des Cercopithecidae,. Il s'agit d'une espèce de singes de l'Ancien Monde. On le trouve dans une grande partie de l'Ouest de l'Afrique centrale et dans l'Afrique de l'Est, c'est-à-dire le Cameroun, la Guinée équatoriale, le Nigeria, l'Éthiopie, le Kenya, la Tanzanie, l'Ouganda et le Tchad. L'espèce comprend plusieurs sous-espèce d’apparence différente. Il possède une apparence distinctive à laquelle son nom fait allusion ; les longues franges de poils blancs qui parcourent chaque côté de son tronc noir lui font une espèce de manteau. Son visage est encadré de poils blanc et il a une grande queue blanche en forme de touffe.
Le guéréza est diurne et arboricole, on le trouve à la fois dans les forêts de feuillus et les forêts de conifères. C’est une espèce adaptable qui peut supporter les perturbations de son habitat et préfère la forêt secondaire près des rivières ou des lacs. Même si autrefois on pensait qu’il ne mangeait que des feuilles, il mange aussi des graines, des fruits et des arthropodes. Il est capable de digérer de la matière végétale comportant une teneur élevée en fibre grâce à son estomac spécialisé, mais il ne peut manger à la fois qu’un petit nombre d’espèces de plantes. Il est chassé par des rapaces et certains mammifères comme le chimpanzé commun et le léopard.
Le guéréza vit en groupes sociaux de trois à quinze individus. En règle générale ces groupes comprennent un mâle dominant, plusieurs femelles, et leur progéniture. Il se reproduit selon un système polygyne et la copulation commence avec la communication vocale. Après une période de gestation d'un peu plus de cinq mois, les bébés naissent avec une peau rose et une fourrure blanche qui devient foncée et atteint la coloration des adultes en trois à quatre mois. Le guéréza est bien connu pour son chant à l’aurore, le « rugissement » des mâles est une méthode pour communiquer à longue distance : elle renforce les limites territoriales. Il pratique aussi d’autres Vocalisation et se sert pour communiquer des postures de son corps, de mouvements et d’expressions faciales.

## Étymologie
Son nom vient du grec kolobos (κολοβος)qui signifie « mutilé » et "guéréza" est le nom indigène du singe en Éthiopie.
Il est appelé en français colobe guéréza, guéréza du Kilimandjaro ou colobe à épaules blanches,.

## Classification taxonomique
Le colobe guéréza est décrit pour la première fois par Eduard Rüppell, un naturaliste et explorateur allemand, lors de son voyage en Abyssinie entre 1830 et 1834. Il écrit sur cette espèce dans Neue Wirbelthiere con Abyssinien, Saengthiere en 1835. Le guéréza est vu pour la première fois en Europe en 1890 au Jardin zoologique de Berlin lorsque trois individus furent achetés à un revendeur de Massaoua en Érythrée.
Le guéréza appartient à la sous-famille des Colobinés, un groupe de singes de l'Ancien Monde. Cette sous-famille est divisée en deux groupes : les colobes d'Afrique dont fait partie le guéréza et les langurs, nasiques et rhinopithèques d'Asie. Les colobes sont à nouveau distingués par des différences de couleur, de comportement et d'écologie. Les trois genres sont le colobe noir et blanc, le colobe vert et le colobe roux. Il existe cinq espèces de colobes noirs et blancs : le colobe guéréza, Colobus guereza, le guéréza d'Angola, Colobus angolensis, le colobe à longs poils, Colobus polykomos, le guéréza noir, Colobus satanas et le colobe magistrat, Colobus vellerosus. Groves répertorie sept sous-espèces de colobe guéréza dans Mammal Species of the World (version 3, 2005)  (5 mars 2011). La validité de Colobus guereza gallarum est incertaine, bien que non répertorié par Groves dans MSW, il est reconnu dans une revue scientifique sur les Colobinés en 2007 puis par les experts de l'Union internationale pour la conservation de la nature (UICN) en 2008.

Carte de répartition des sous-espèces selon Butynski, Kingdon et Kalina. 2013.

Voici les huit sous-espèces généralement admises du colobe guéréza:
- Guéréza du Kilimandjaro — C. g. caudatus — Forêts entourant le Kilimandjaro et le Mont Méru en Tanzanie et au Kenya ;
- Guéréza des collines de Didinga — C. g. dodingae — Collines de Didinga au Soudan du Sud ;
- Guéréza des montagnes de Djaffa — C. g. gallarum — Hauts plateaux éthiopiens à l'est de la vallée du Rift ;
- Colobe d'Abyssinie — C. g. guereza — Ethiopie, dans les hauts plateaux à l'ouest de la vallée du Rift jusqu'à l'Awash, l'Omo et les gorges du Nil Bleu ;
- Colobe noir et blanc de l'est — C. g. kikuyuensis — Kenya sur les Ngong Hills du mont Kenya et sur l'Aberdare ;
- Guéréza de la forêt de Mau — C. g. matschiei — Ouest du Kenya et de l'Ouganda jusqu'au nord de la Tanzanie ;
- Guéréza occidental — C. g. occidentalis — Est du Nigéria, du Cameroun et du Gabon jusqu'au Soudan du Sud et en Ouganda, à l'ouest du Nil ;
- Colobe noir et blanc de Percival — C. g. percivali — Chaîne Matthews au Kenya[8].

## Description[1]

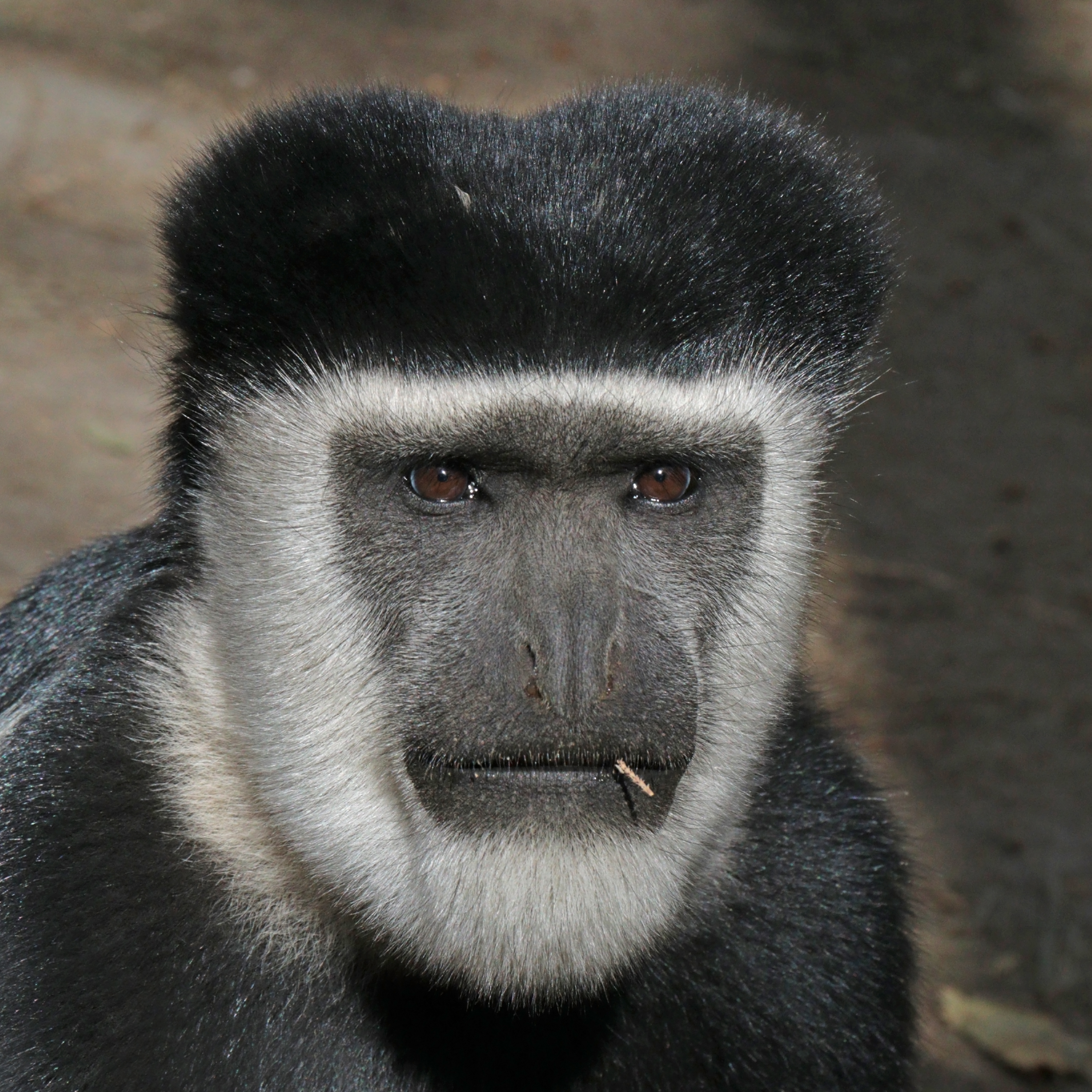
Colobus guereza guereza mâle au parc Amora Gedel, Awasa, Éthiopie. Décembre 2017.

La fourrure de ces animaux est noire et blanche de façon très contrastée. La coloration principale est noire, et de manière diverse, des parties du visage, de la poitrine, des épaules ou de la queue sont blanches, parfois sous la forme de longs manteaux de poils en forme de U, ou d'une queue en houppette. Son nez est large et le bout de sa queue est touffue. Comme pour tous les colobes, la disparition du pouce est une adaptation au mode de vie arboricole. Les colobes guéréza sont les plus grands des colobes. Ils atteignent une longueur de 45 à 72 centimètres (la queue atteint 52 et jusqu'à 100 centimètres de long), et un poids de 5 à 14,5 kg,. Le plus souvent, les mâles sont nettement plus grands et plus lourds que les femelles. Les dents des mâles sont plus longues que celles des femelles.

## Diffusion et habitat

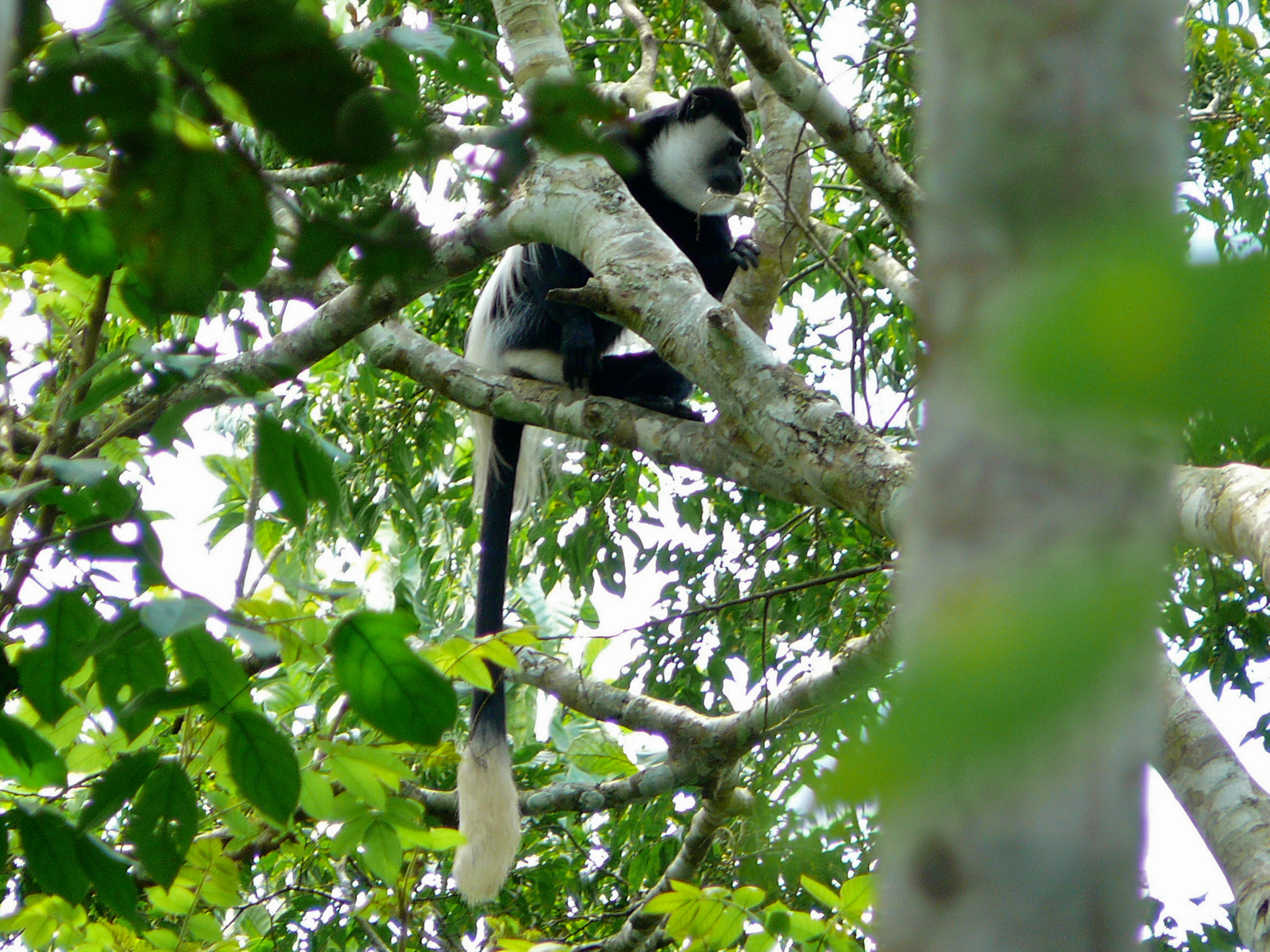
Colobus guereza occidentalis (parc national de Kibale, Ouganda)

Les colobes guéréza vivent dans de vastes parties de l'Afrique. Leur domaine de diffusion s'étend du Sénégal jusqu'à l'Éthiopie et au sud jusqu'à l'Angola et la Zambie, c'est-à-dire l'Afrique moyenne et orientale. Leurs espaces de vie sont principalement les forêts. Ce peuvent être aussi bien les forêts humides et les forêts de mangrove que les forêts de montagne jusqu'à 3 000 mètres au-dessus du niveau de la mer. Ils viennent aussi parfois dans les prairies arborées,.
L'activité de ces primates a lieu pendant la journée, et ils séjournent le plus souvent dans les arbres. Dans les régions peu boisées, il leur arrive de descendre au sol. Ils dorment la nuit à tour de rôle, un membre du groupe restant éveillé pour guetter les ennemis possibles, par exemple l'aigle, le léopard et le chimpanzé.
Ils forment des groupes d'environ 5 à 15 animaux,, c'est-à-dire de deux à six femelles et leurs jeunes autour d'un mâle. Les jeunes mâles doivent quitter leur groupe de naissance. Les mâles luttent entre eux pour s'assurer la possession d'un harem. S'il survient un changement du mâle dominant, il est fréquent que le nouveau maître tue les enfants de celui qu'il a chassé. Ils ont un fort instinct territorial et chaque groupe défend contre les autres son domaine d'environ 15 hectares par des cris, par une agitation démonstrative et s'il le faut par la violence, ce qui n'empêche pas plusieurs groupes de se partager le même point d'eau.

## Alimentation
Les colobes guéréza sont purement végétariens et les jeunes feuilles constituent la grande partie de leur nourriture,. Dans une petite mesure, ils consomment également des feuilles plus anciennes, des fruits et des bourgeons. Ils possèdent un estomac à quatre chambres dont les deux supérieures servent de chambres de fermentation grâce à des bactéries spéciales pour la digestion de la cellulose; c'est seulement ensuite que la nourriture après ce premier transit parvient dans les estomacs inférieurs, où elle continue à être digérée. Ce système de digestion représente une adaptation à la consommation de feuilles pauvres en substance nutritive, et permet de détoxifier et de digérer les composés secondaires comme les strychnines, les tannins, les alcaloïdes...
Pour manger, ils s'assoient sur une grosse branche et attirent à eux les petites branches avec les mains. Parfois, un groupe reste des jours entiers sur le même arbre.

## Reproduction

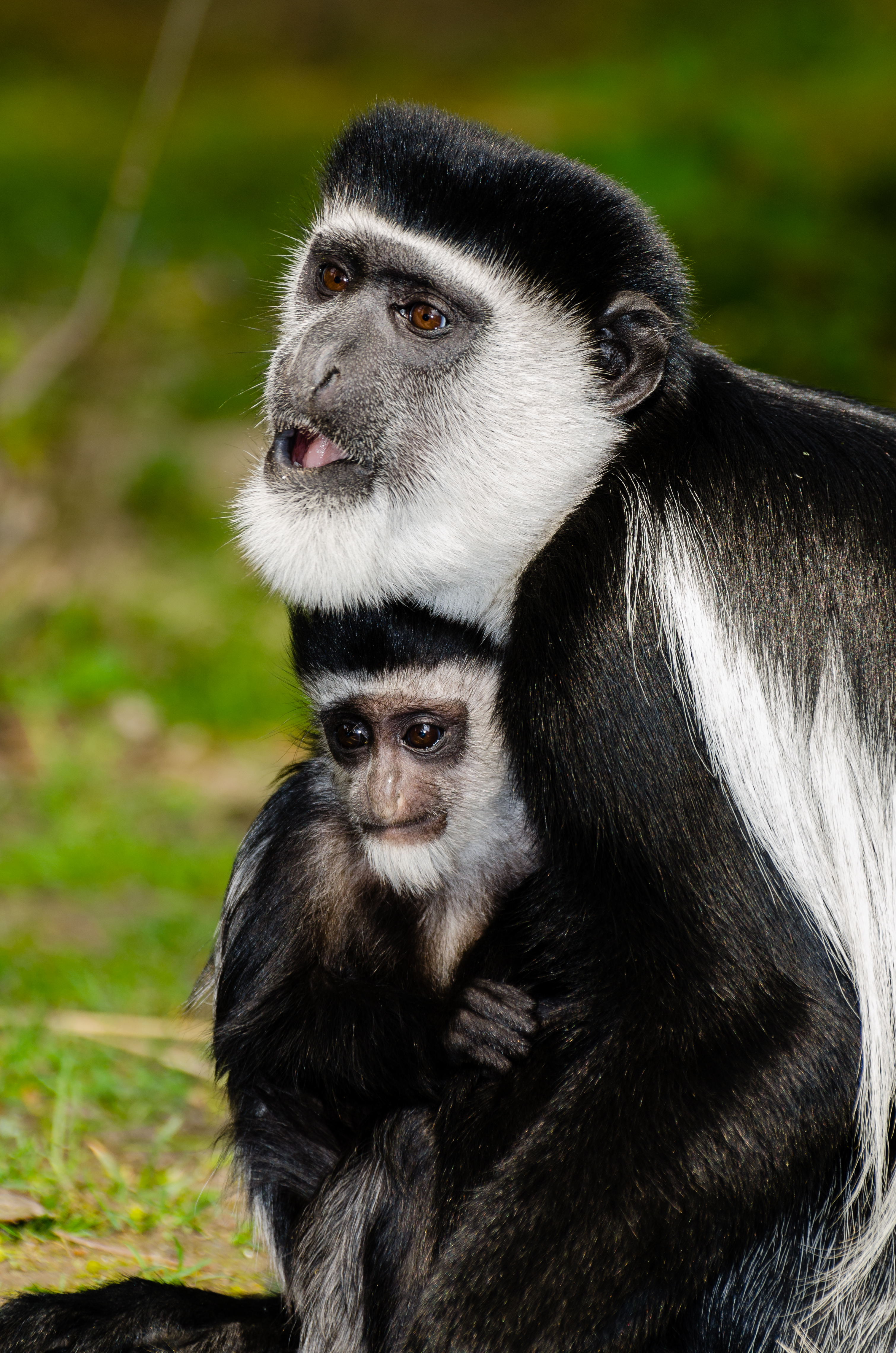
Colobe guéréza avec petit.

Dans la plupart des cas, les colobes guéréza n'ont pas une période d'accouplement déterminée et les naissances peuvent avoir lieu toute l'année. En beaucoup d'endroits, malgré tout, les naissances sont réglées de telle façon que le sevrage puisse survenir au moment où la nourriture est la plus abondante. La gestation dure environ 175 jours et la femelle ne met au monde généralement qu'un seul petit. Sa couleur est uniquement blanche et ce n'est qu'au bout de quelques mois que sa fourrure acquiert le dessin typique des adultes. Il est fréquent qu'une femelle laisse les autres femelles du groupe s'occuper de son petit, et même l'allaiter, comme le fait a été observé. Le sevrage a lieu après environ six mois.
La maturité sexuelle survient chez la femelle à environ quatre ans, chez le mâle à environ six ans. Les mâles doivent peu auparavant quitter le groupe où ils sont nés alors que les femelles restent souvent dans le même groupe.
L'espérance de vie peut aller jusqu'à 24 ans quand les hommes prennent soin d'eux.

## Prédateurs
Les principaux prédateurs du colobe sont les léopards, les aigles couronnés africains, les aigles de Verreaux mais aussi, plus curieusement, les chimpanzés, qui se mettent généralement à plusieurs pour attraper ce singe particulièrement agile,,.

## Espèce menacée
Dans la première moitié du XXe siècle a commencé une chasse intensive des colobes guéréza, puisque leur fourrure était à la mode. Ces chasses ont provoqué une baisse de la population. Cependant dans beaucoup de régions qui leur conviennent et où ils sont protégés, ils restent abondants et, contrairement à beaucoup d'autres sortes de colobes, ils ne sont pas en danger d'extinction.

## Statut de conservation

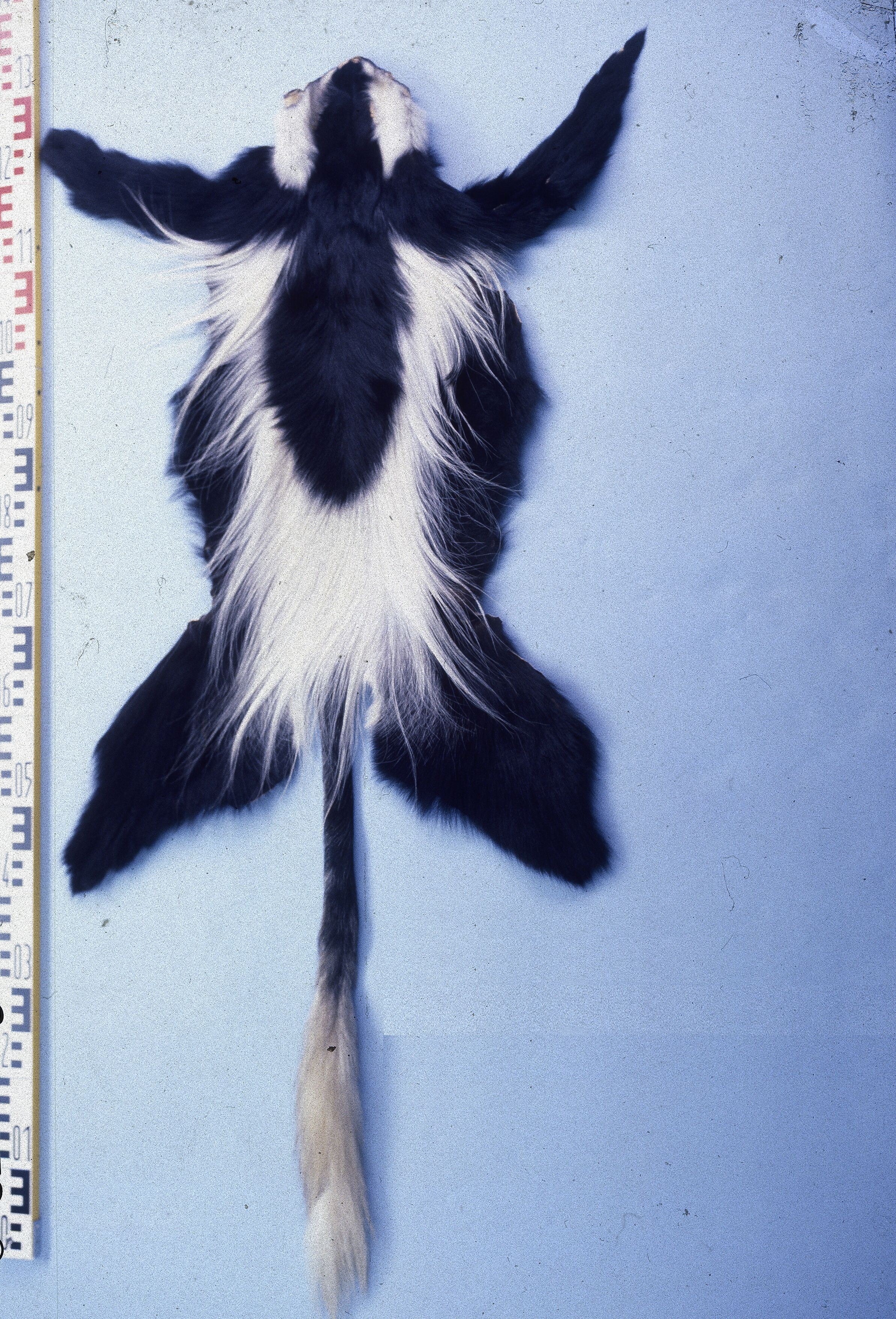
Colobe guéréza blanc et noir

Étant donné qu'il peut vivre aussi bien dans les forêts sèches que les forêts galeries mais aussi se déplacer sur le sol, le guéréza est moins menacé que de nombreuses autres espèces de colobes. L'Union internationale pour la conservation de la nature (UICN) le classe comme préoccupation mineure,, car bien que menacé localement dans certaines régions, cette espèce reste très répandue et son déclin n'est pas suffisant pour le ranger dans une catégorie de menace plus élevée. Cependant, certaines sous-espèces sont classées dans d'autres catégories.
Colobus guereza percivali vivant au Kenya est répertorié comme espèce en danger en raison de sa petite aire de répartition et de la chasse dont il est victime. Colobus guereza dodingae, Colobus guereza gallarum et Colobus guereza matschiei sont quant à eux considérés comme des espèces à données insuffisantes.
Colobus guereza dodingae vivant dans les collines de Didinga au Soudan du Sud n'a pas été aperçu depuis les années 1960. Contrairement à la plupart des autres espèces de primates, le guéréza peut survivre à la dégradation de son habitat et même prospérer dans les forêts dégradées. Parfois, les exploitations forestières peuvent même augmenter le nombre d'arbres fruitiers préférés des guérézas et il se retrouve donc plus abondant dans les zones exploitées que dans celles qui ne le sont pas. Cependant, le défrichement complet de la forêt entraîne une baisse spectaculaire des effectifs. En Ouganda par exemple, les défrichements ont causé un déclin de 50 % de sa population en huit ans. Le guéréza est également menacé par la chasse pour sa peau et sa viande. Cette dernière, se vend comme viande de brousse entre 4 et 9 USD tandis que sa peau attire la mode et le tourisme.